# Ли Ван Ён
Ли Ван Ён (кор. 이완용, 李完用) — премьер-министр Корейской империи. Известен главным образом тем, что он подписал ряд договоров с Японией, включая Договор о присоединении Кореи к Японии.
Ли родился в провинции Кёнгидо. С 1887 по 1891 годы он был на стажировке в США. После этого он стал убежденным сторонником модернизации Кореи по японскому образцу. Поэтому Ли поставил свою подпись под Японо-корейским договором о протекторате и позже публично высказывался в поддержку этого договора.
После этого при поддержке генерал-резидента Кореи Ито Хиробуми Ли получил должность премьер-министра.
В 1907 году Ли заставил императора Кореи Коджона отречься от престола в пользу своего сына Сунджона. Причиной отречения послужило нарушение Коджоном Договора о протекторате: император послал трёх человек на Гаагскую конференцию о мире, чтобы попытаться представить Договор как несправедливый и аннулировать его.
Через несколько дней после отречения Коджона Ли и Ито подписали договор, значительно расширявший права генерал-резидента в Корее.
В 1910 году Ли Ван Ён и третий генерал-резидент Кореи Тэраути Масатакэ подписали Договор о присоединении Кореи к Японии. За сотрудничество с Японской империей в 1910 году Ли получил титул графа (согласно системе кадзоку), а в 1919 году — титул маркиза. Ли Ван Ён умер в 1926 году.
Большинство современных корейцев считает его предателем. В соответствие со Специальным законом о возвращении имущества прояпонских коллаборационистов, принятым в Южной Корее в 2005 году, у его потомков было конфисковано имущество.